# 아리안 티트머스
아리안 엘리자베스 티트머스(영어: Ariarne Elizabeth Titmus, 2000년 9월 7일~)는 오스트레일리아의 수영 선수이다. 주 종목은 자유형으로 2020년 하계 올림픽에서 여자 자유형 200m와 400m 종목 금메달을 획득했고 800m 은메달 200m 자유형 계영 동메달을 획득했다. 또한 현재 여자 자유형 400m 세계 기록 보유 중이며 2023년 세계 수영 선수권 대회에서 세계 기록을 세웠다.